# Hireyadachi, Hirekerur
Hireyadachi là một làng thuộc tehsil Hirekerur, huyện Haveri, bang Karnataka, Ấn Độ.